# Урацил
Урацил, У (2,4-діоксипіримідин) — піримідинова азотиста основа, що є компонентом рибонуклеїнової кислоти (РНК) і, як правило, відсутня у дезоксирибонуклеїновій кислоті (ДНК), входить до складу нуклеотиду уридину.

## Характеристика
Має вигляд білого порошку або голкоподібних кристалів. Виявляє амфотерні властивості. У вільному стані не дуже добре розчиняється у воді. Здатний до таутомерії.
У складі нуклеозидів, нуклеотидів та рибонуклеїнових кислот міститься в клітинах усіх живих організмів.
У парі з аденіном, утвореній за принципом комплементарності, забезпечує стабільність молекули РНК.